# 까투군

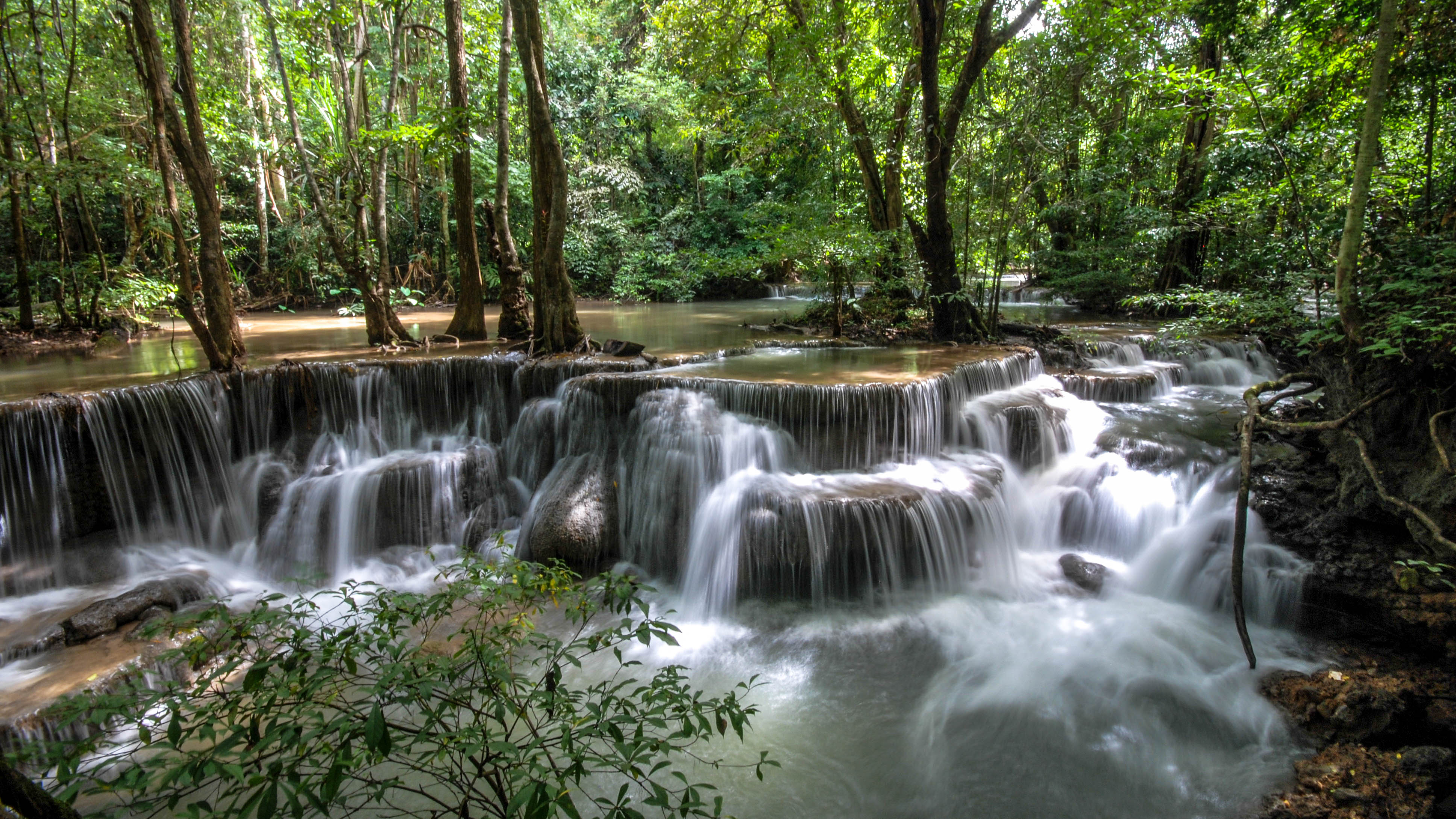

까투군은 푸껫주의 행정 구역이다. 이 지역의 총 인구 수는 31년 기준으로 43541명이다. 인구 밀도는 649km2이다.

## 행정 구역
| Nr. | 지명    | 태국어 지명 | 빌리지 | 인구   |  |
| --- | ------- | ----------- | ------ | ------ |  |
| 1.  | Kathu   | กะทู้         | 8      | 20,239 |  |
| 2.  | Pa Tong | ป่าตอง       | -      | 17,843 |  |
| 3.  | Kamala  | กมลา        | 6      | 5,459  |  |

|  | 이 글은 지리에 관한 토막글입니다. 여러분의 지식으로 알차게 문서를 완성해 갑시다. |